# Rang (algebră liniară)
În algebra liniară, conceptul de rang are semnificațiile:
- rangul unei familii de vectori: dimensiunea spațiului vectorial generat de acea familie.
- rangul unei aplicații liniare {\displaystyle f:E\to F}: dimensiunea imaginii acesteia.
- rangul unei matrice: dimensiunea spațiului vectorial generat de coloanele acesteia sau de liniile acesteia. Aceasta măsoară gradul de nedegenerare al sistemului de ecuații liniare codificat de matrice.
- rangul unui sistem de ecuații liniare: numărul de ecuații specific sistemului eșalonat echivalent; este egal cu rangul matricei coeficienților sistemului.

## Rangul unei matrice
Fie {\displaystyle A=(a_{ij}),\;i=1,\cdots m,\;j=1,\cdots n} o matrice cu n linii și m coloane.
Se numește rangul matricei A numărul natural r cu proprietățile:
- există un minor de ordinul r al lui A nenul;
- toți minorii de ordinul r+1 (dacă există) sunt nuli.

Observații:
- Rangul matricei nule, {\displaystyle O_{mn}}, este prin definiție zero.
- Dacă matricea are cel puțin un element diferit de zero, rangul acesteia este cel puțin 1.

### Calculul rangului unei matrice
Se numește transformare elementară a unei matrice oricare din următoarele transformări:
- schimbarea a două linii (sau coloane) între ele;
- înmulțirea elementelor unei linii (coloane) cu un număr real nenul;
- adunarea la elementele unei linii (coloane) a elementelor altei linii (coloane) înmulțite cu același număr.

Transformările elementare nu schimbă rangul unei matrice.
Matricea {\displaystyle A=(a_{ij})\in {\mathcal {M}}_{m,n}(\mathbb {C} )} are forma economică diagonală dacă are toate elementele nule, cu excepția elementelor {\displaystyle a_{ii},\;1\leq i\leq r=\min(m,n)} care au valoarea 1, adică:
{\displaystyle A={\begin{pmatrix}1&0&\cdots &0&0&0&\cdots &0\\0&1&\cdots &0&0&0&\cdots &0\\\cdots &\cdots &\cdots &\cdots &\cdots &\cdots &\cdots &\cdots \\0&0&\cdots &1&0&0&\cdots &0\\0&0&\cdots &0&0&0&\cdots &0\\\cdots &\cdots &\cdots &\cdots &\cdots &\cdots &\cdots &\cdots \\0&0&\cdots &0&0&0&\cdots &0\end{pmatrix}}}
Observații:
1. Dacă o matrice nenulă are forma canonică diagonală, atunci elementele primelor r linii și r coloane formează matricea unitate de ordin r'.
2. Forma canonică diagonală are avantajul că pe aceasta se citește ușor că rangul acesteia este r.

Teoremă.
Orice matrice nenulă poate fi adusă la forma canonică diagonală prin transformări elementare.
Demonstrație.
Cel puțin un element al matricei {\displaystyle A} este nenul.
Prin schimbări de linii și coloane, elementul este adus pe linia 1 și coloana 1, apoi se împarte linia 1 cu elementul respectiv și se obține o matrice echivalentă:
{\displaystyle A\sim {\begin{pmatrix}1&a'_{12}&a'_{13}&\cdots &a'_{1n}\\a'_{21}&a'_{22}&a'_{23}&\cdots &a'_{2n}\\\cdots &\cdots &\cdots &\cdots &\cdots \\a'_{m1}&a'_{m2}&a'_{m3}&\cdots &a'_{mn}\end{pmatrix}}}
Coloana 1 se înmulțește cu {\displaystyle (-a'_{12})} și se adună cu coloana 2; coloana 1 se înmulțește cu {\displaystyle (-a'_{13})} și se adună la coloana 3 etc.
Astfel se obține o matrice echivalentă cu {\displaystyle A} care are toate elementele de pe linia 1 nule cu excepția primului.
Procedând analog cu liniile, se formează zerouri și pe coloana 1 (cu excepția primului element) și se obține:
{\displaystyle A\sim {\begin{pmatrix}1&0&0&\cdots &0\\0&a''_{22}&a''_{23}&\cdots &a''_{2n}\\\cdots &\cdots &\cdots &\cdots &\cdots \\a''_{m1}&a''_{m2}&a''_{m3}&\cdots &a''_{mn}\end{pmatrix}}}
Dacă {\displaystyle a''_{ij}=0,\;\forall i={\overline {2,m}},\;\forall j={\overline {2,m}},} atunci rangul matricei este 1.
În caz contrar, există {\displaystyle a''_{ij}=0,\;i={\overline {2,m}},\;j={\overline {2,n}}.}
Procedând ca mai înainte, se fac (prin transformări echivalente) ca și elementul de pe linia 2 și coloana 2 să fie egal cu 1, apoi se anulează celelalte elemente de pe linia 2 și coloana 2 etc.
După un număr finit de pași, se ajunge la forma canonică diagonală.

### Exemplu
Pentru calculul rangului matricei:
{\displaystyle A={\begin{pmatrix}-3&2&-5&7\\9&3&0&3\\-7&-2&-1&3\\1&1&-2&1\end{pmatrix}}}
se împarte linia 2 cu 3:
{\displaystyle A\sim {\begin{pmatrix}-3&2&-5&7\\3&1&0&1\\-7&-2&-1&3\\1&1&-2&1\end{pmatrix}}.}
Apoi se schimbă liniile 1 și 4 între ele:
{\displaystyle A\sim {\begin{pmatrix}1&1&-2&1\\3&1&0&1\\-7&-2&-1&3\\-3&2&-5&7\end{pmatrix}}.}
Apoi se formează zerouri pe linia 1:
{\displaystyle A\sim {\begin{pmatrix}1&0&0&0\\3&-2&6&-2\\-7&5&-15&10\\-3&5&-15&10\end{pmatrix}}.}
Se formează zerouri pe coloana 1:
{\displaystyle A\sim {\begin{pmatrix}1&0&0&0\\0&-2&6&-2\\0&-5&-15&10\\0&5&-15&10\end{pmatrix}}.}
Se împarte linia 2 cu (-2), se adună linia 3 la linia 4, apoi se împarte linia 3 cu 5:
{\displaystyle A\sim {\begin{pmatrix}1&0&0&0\\0&1&-3&1\\0&1&-3&2\\0&0&0&0\end{pmatrix}}.}
Se formează zerouri pe coloana 2, se schimbă coloanele 2 și 3 între ele și în final se obține:
{\displaystyle A\sim {\begin{pmatrix}1&0&0&0\\0&1&0&0\\0&0&1&0\\0&0&0&0\end{pmatrix}}.}
deci {\displaystyle {\mathit {rang}}A=3.}
Observație.
Dacă la un moment dat toate elementele de pe o linie cu excepția uneia sunt nule, atunci se pot înlocui cu zero toate celelalte elemente de pe coloana în care se află acel element nenul.